# Personage
Een personage is de uitbeelding van een persoon in een verhalend of dramatisch kunstwerk zoals een roman, toneelstuk of film. Personages ondergaan of veroorzaken de gebeurtenissen in een verhaal.
In films en toneelstukken is het de rol die door een acteur of actrice gespeeld wordt. In rollenspellen is het de rol die een speler aanneemt binnen de wereld van het spel. In rollenspellen en computerspellen wordt hiervoor in het Nederlands ook wel het anglicisme karakter (Engels: character) gebruikt.
Het woord personage stamt af van het Latijnse woord persona, dat "masker" betekent. In de klassieke oudheid droegen toneelacteurs namelijk altijd maskers. Een personage in een beeldverhaal wordt ook wel een stripfiguur genoemd.
Een personage dat als het ware het verhaal vertelt is de ik-persoon. Daarbij vallen te onderscheiden een vertellend ik (die achteraf vertelt) of een belevend ik (die vertelt alsof de gebeurtenissen zich toedragen op het moment van vertellen). Een ik-persoon is dan tevens de hoofdpersoon, ook al gaat het verhaal ogenschijnlijk over anderen. Een auctoriale verteller verwijst ook naar zichzelf maar neemt geen deel aan het verhaal; hij staat erbuiten.
Een karakter of personage kan ook een alter ego zijn: een persoon door wie de auteur zijn denkbeelden uit.
Een veel gemaakte fout is het gebruik van het anglicisme karakter (Engels: character) in plaats van personage.

## Soorten personages
Personages zijn onder te verdelen naar hun karakter en naar de rol die ze spelen in het verhaal.

### Onderverdeling naar rol
Allereerst zijn personages onder te verdelen naar hun rol in het verhaal:
- De hoofdpersoon of protagonist is het belangrijkste personage in een verhaal. De plot en motieven van het verhaal concentreren zich rond de protagonist of hoofdpersoon. Afhankelijk van de aard van de hoofdrol is de hoofdpersoon de held of antiheld. De term held van het verhaal wordt ook vaak in neutrale betekenis gebruikt voor hoofdpersoon in het algemeen.
- De antagonist is de tegenpool van de protagonist. Deze verzet zich actief tegen het bereiken van de doelen van de protagonist. Hij vertegenwoordigt een tegenwerkende kracht in het conflict. Aangezien de hoofdpersoon meestal staat aan de kant van 'goed', wordt de antagonist altijd afgeschilderd als 'het kwaad'. 
  - De schurk is het meest stereotiepe type van een antagonist. Hij wordt meestal weergegeven als een uiterst slecht persoon (de redenen hiervoor worden zelden gegeven), die geen waarde hecht aan het menselijk leven, geen emotie heeft, de hele wereld en richt tot slaaf wil maken of vernietigen. In meer uitgewerkte gevallen kan de schurk afgeschilderd worden als een tragische held, wiens acties een daad zijn van wraak of een andere gerechtvaardigde zaak.
- Bijfiguren zijn personages in het verhaal die niet de hoofdrol spelen maar dienen om de handeling op gang te houden, een ander personage diepte te geven of het decor op te vullen. De belangrijkste twee bijpersonen zijn de Deuteragonist en Tritagonist. Zij spelen de grootste rollen na de protagonist.
- Het Onzichtbaar personage; een personage dat nooit rechtstreeks ten tonele gevoerd wordt. Het publiek krijgt hem niet te zien en hij speelt daardoor alleen indirect een rol.

### Onderverdeling naar karakter
Verder zijn personages onder te verdelen in de mate waarin hun karakter en persoonlijkheid zijn uitgewerkt:
- Een round character of dynamisch personage is een personage dat in de loop van de geschiedenis een ontwikkeling doormaakt. Men krijgt veel over hem te weten en hij heeft een duidelijke, vaak ook complexe, persoonlijkheid.
- Een flat character of statisch personage is een personage dat nauwelijks of geen ontwikkeling doormaakt in het verhaal. Een statisch personage is meestal weinig uitgewerkt door de verteller. De informatie over het innerlijk en het uiterlijk wordt bij stukjes en beetjes gegeven.
- Een type (archetype) is een variant op het flat character, dat bepaald wordt door één menselijke eigenschap. Marten Toonder wees er op dat de figuren in de Bommelsaga eigenlijk archetypen zijn. Door deze typen bij elkaar te plaatsen, ontwikkelde het verhaal zich vanzelf. Voorbeelden van typen: de droge ambtenaar, de verstrooide professor, de domme politieman.

## Andere betekenissen
Het woord personage kan ook voor bestaande mensen worden gebruikt, als synoniem van persoon, maar heeft dan meestal een gevoelswaarde. Een zonderling mens kan worden aangeduid als een vreemd personage en een hooggeplaatst persoon als een voornaam personage.
In strips en in series met een aantal op elkaar volgende afleveringen kan men onderscheid maken tussen incidentele, vaste of terugkerende personages of rollen. Bijrol is een rol die toch bijdraagt aan het verhaal, en kan zowel incidenteel of vast zijn. Bij de protagonist gaat het om het belangrijkste vaste personage: de hoofdrol.